# Sámar Oriental
Sámar oriental (samareño: Sidlangan/Sinirangan nga Samar; tagalo: Silangang Samar; inglés: East Samar) es una provincia en la isla de Sámar en la región de Bisayas Orientales en Filipinas. Su capital es Borongan.

## División administrativa
Estos son los municipios de la provincia, con capital en la ciudad de Borongan.
| Nombre            | Población (censo de 2020) | Número de barangayes |
| ----------------- | ------------------------- | -------------------- |
| Arteche           | 16 360                    | 20                   |
| Balangiga         | 14 341                    | 13                   |
| Balangkayan       | 10 185                    | 15                   |
| Borongan          | 71 961                    | 61                   |
| Can-avid          | 21 682                    | 28                   |
| Dolores           | 44 626                    | 46                   |
| General MacArthur | 14 411                    | 30                   |
| Giporlos          | 13 117                    | 18                   |
| Guiuan            | 53 361                    | 60                   |
| Hernani           | 8531                      | 13                   |
| Jipapad           | 8439                      | 13                   |
| Lawaan            | 13 003                    | 16                   |
| Llorente          | 21 459                    | 33                   |
| Maslog            | 5463                      | 12                   |
| Maydolong         | 15 314                    | 20                   |
| Mercedes          | 6112                      | 16                   |
| Oras              | 37 451                    | 42                   |
| Quinapondan       | 14 507                    | 25                   |
| Salcedo           | 22 136                    | 41                   |
| San Julián        | 14 800                    | 16                   |
| San Policarpo     | 15 365                    | 17                   |
| Sulat             | 15 758                    | 18                   |
| Taft              | 18 786                    | 24                   |

## Idiomas
El samareño es el idioma principal de la provincia.

## Economía
El producto principal de la provincia es copra. Los productos de agrícola son maíz, arroz, caña de azúcar y otros.